# Sulaiman al-Fahim

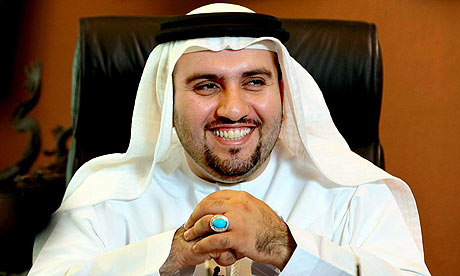
Sulaiman al-Fahim

Sulaiman Abd al-Karim Mohammad al-Fahim (arabisch سليمان عبد الكريم محمد الفهيم, DMG Sulaimān ʿAbdu l-Karīm Muḥammad al-Fahīm; * 1977 in Dubai, Vereinigte Arabische Emirate) ist ein Milliardär und Geschäftsführer von Hydra Properties.

## Leben
Al-Fahim setzt sich finanziell für viele Projekte ein, so ist er zurzeit der Präsident der Vereinigten Arabischen Emirate Chess Association. Zudem war er kurzfristig seit Juli 2009 der neue Besitzer des FC Portsmouth, einem Verein aus der englischen Premier League. Oftmals wird er auch mit Manchester City, einem weiteren Topklub aus England, in Verbindung gebracht, für dessen Übernahme durch eine Investmentgruppe aus dem Scheichtum Abu Dhabi er verantwortlich ist. Jedoch befindet er sich laut eigener Aussage nicht mehr im Besitzerkonsortium des Liga-Konkurrenten. Des Weiteren setzt er sich mit Hilfe vom italienischen Topclub Inter Mailand für die Jugendarbeit im Fußball in seinem Heimatland ein.
| Personendaten    | Personendaten                                                                                          |
| ---------------- | --- |
| NAME             | Sulaiman al-Fahim                                                                                      |
| ALTERNATIVNAMEN  | Sulaiman Abd al-Karim Mohammad al-Fahim (vollständiger Name); سليمان عبد الكريم محمد الفهيم (arabisch) |
| KURZBESCHREIBUNG | arabischer Milliardär und Geschäftsführer von Hydra Properties                                         |
| GEBURTSDATUM     | 1977                                                                                                   |
| GEBURTSORT       | Dubai, Vereinigte Arabische Emirate                                                                    |